# Will Sharpe
William Tomomori Fukuda Sharpe (Londres, 22 de setembro de 1986) é um ator, escritor e diretor inglês. Em 2020, ganhou um BAFTA TV Award por seu papel coadjuvante na série de televisão Giri/Haji da BBC.

## Carreira
Sharpe nasceu em Londres e cresceu em Tóquio até os oito anos de idade. Sua mãe é japonesa. Após retornar ao Reino Unido, estudou no Winchester College. Se formou em 2008 e ingressou na Royal Shakespeare Company. Seu primeiro papel de destaque foi com o personagem Yuki Reid na série de drama médico Casualty da BBC.
Sharpe é mais conhecido por escrever, dirigir e estrelar a comédia dramática de humor negro Flowers, que estreou no Channel 4 em 2016. O programa ganhou um BAFTA TV Award, e a segunda temporada foi ao ar em 2018 com ampla aclamação da crítica.

## Vida pessoal
Sharpe vive um relacionamento com a atriz Sophia Di Martino, com quem tem dois filhos, nascidos em 2019 e 2021, respectivamente.